# Léon Frédéric

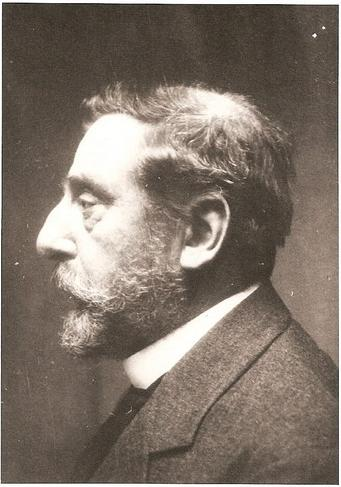
Léon Frédéric

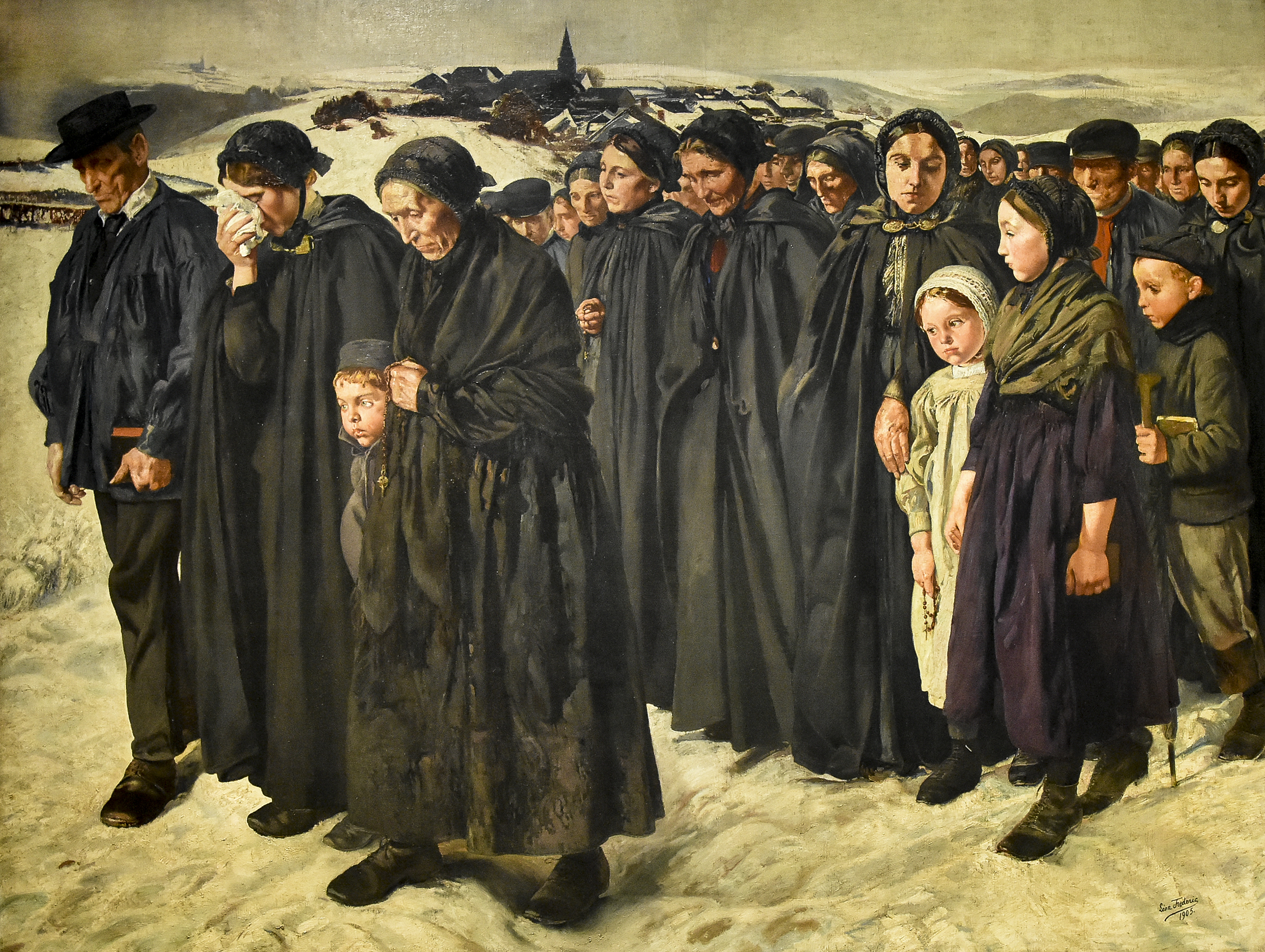
Begrafenis van een boer in La Boverie

Léon Frédéric (Brussel, 26 augustus 1856 – Schaarbeek, 27 januari 1940) was een Belgisch kunstschilder. Hij wordt met name in zijn latere periode gerekend tot de stroming van het symbolisme. Hij is echter ook bekend voor zijn historische taferelen, religieuze onderwerpen, portretten en landschappen.

## Leven en werk
Frédéric was de zoon van een juwelier en studeerde aan de Koninklijke Academie voor Schone Kunsten van Brussel in zijn geboortestad Brussel. Daarna trad hij in de leer bij Jean-François Portaels, die hem vooral een barokke stijl aanleerde.
Van 1876 tot 1878 bereidde hij zich voor op de Prix de Rome, waarmee hij een studiereis naar Italië hoopte te winnen. Toen hij echter niet in de prijzen viel betaalde zijn vader de reis alsnog en verbleef hij in 1878 en 1879 , samen met beeldhouwer Julien Dillens, in Florence, Venetië en Rome. Hij werd er beïnvloed door de realistische schilderkunst uit die tijd, maar raakte ook geïnteresseerd in het werk van de schilders uit het Quattrocento.

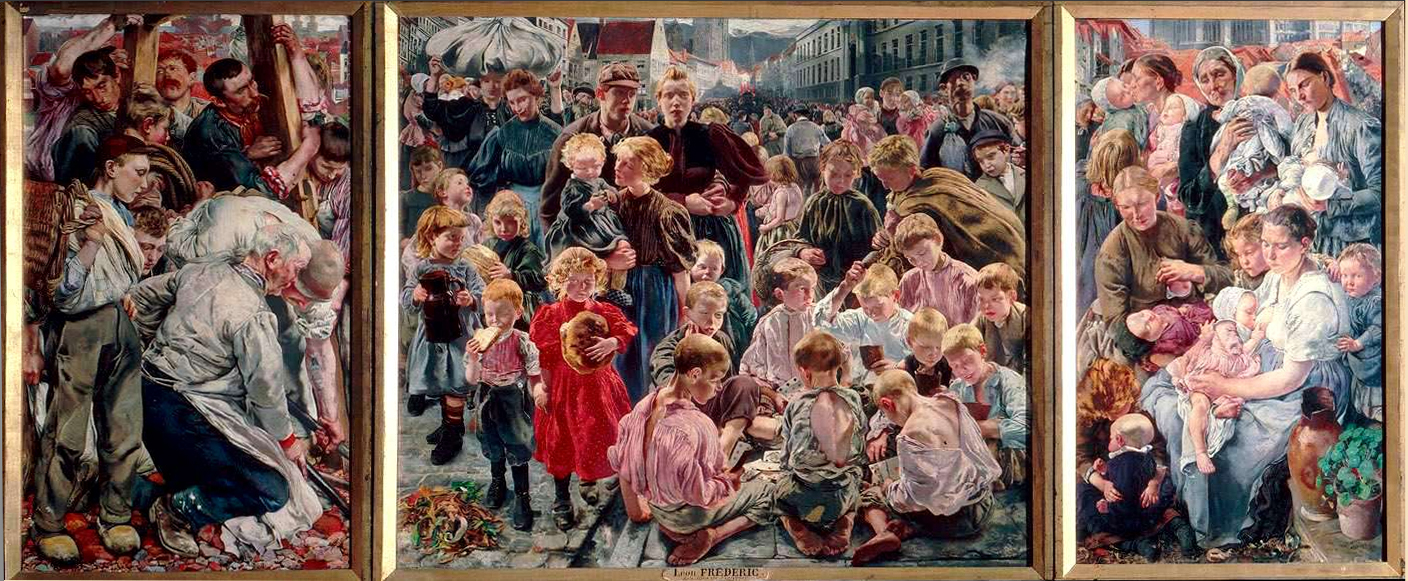
De leeftijd van de werkmens, 1885, Musée d'Orsay

Terug in België ontdekte Frédéric op het Salon van Brussel in 1882 het naturalistische werk van Jules Bastien-Lepage. Zijn werk uit die periode heeft dan ook een sterke sociale en christelijke inslag. Vanuit zijn interesse in de Quattrocento-schilderkunst ging hij zich verdiepen in de Vlaamse Primitieven. Hij schilderde met een strakke kaligrafische stijl, met veel nadruk op de figuren, meestal boeren en arbeiders. In 1883 vond hij veel bijval voor zijn doek "Les Marchands de Craie", een triptiek die het modernisme verenigt met het genie van de Vlaamse Primitieven. In dezelfde stijl kan zijn werk "Les âges de l'ouvrier" (1885) worden geplaatst, thans in het Musée d'Orsay te Parijs.
Eind jaren 1880 werd Frédéric, samen met Dillens, lid van de avangardistische kunstkring 'L’Essor'. Vanaf die tijd ontwikkelde hij geleidelijk, mede onder invloed van Jean Delville, een eigen, modernistische stijl die uiteindelijk als symbolistisch getypeerd zou worden. Zijn werk bleef echter altijd trouw aan de naturalistische suprematie van de lijn, de neutraliteit van de kleur en een overwicht van de lokale toon.
Frédéric was reeds tijdens zijn leven een succesvol schilder. Hij exposeerde in binnen- en buitenland, onder andere in 1896 in het "Salon d'Art Idéaliste". In 1904 werd hij lid van de Koninklijke Academie en op 24 april 1929 werd hem de titel van baron toegekend, samen met James Ensor. In Schaarbeek werd een straat naar Frédéric vernoemd. Hij overleed in 1940, op 83-jarige leeftijd.
Diverse werken van Fréderick bevinden zich momenteel in het Museum voor Schone Kunsten van Gent en het Fin-de-Siècle Museum van Brussel, maar ook in het Philadelphia Museum of Art en het Musée d'Orsay zijn schilderijen van hem te bezichtigen.

## Symbolistische werken

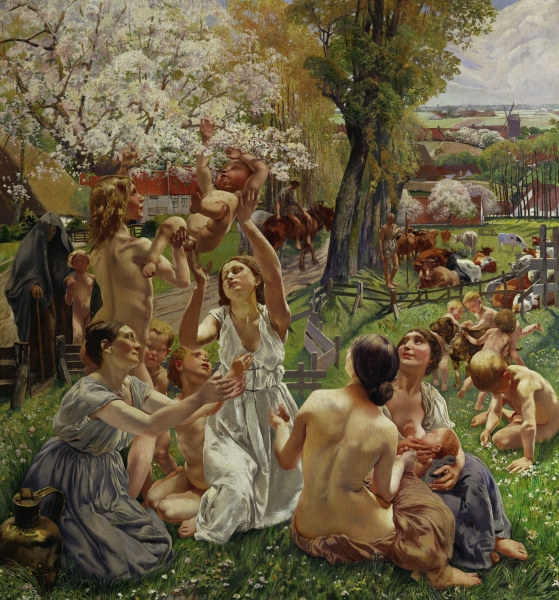
De morgen
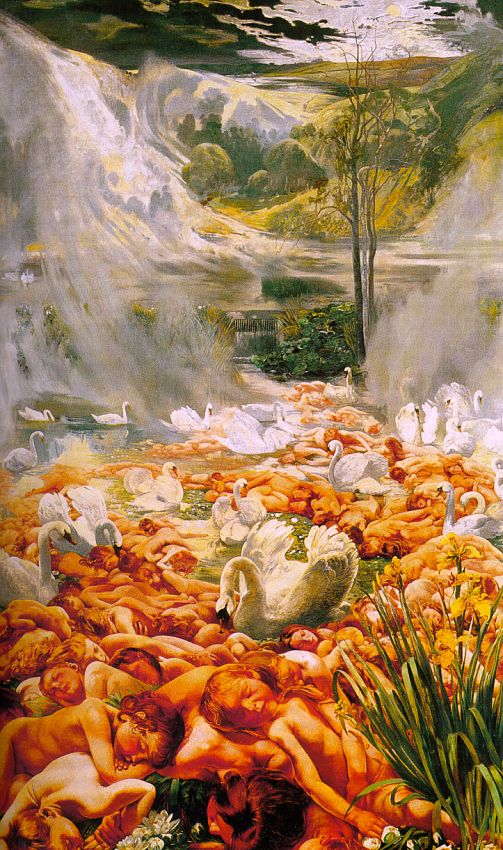
Het meer, slapende Waters
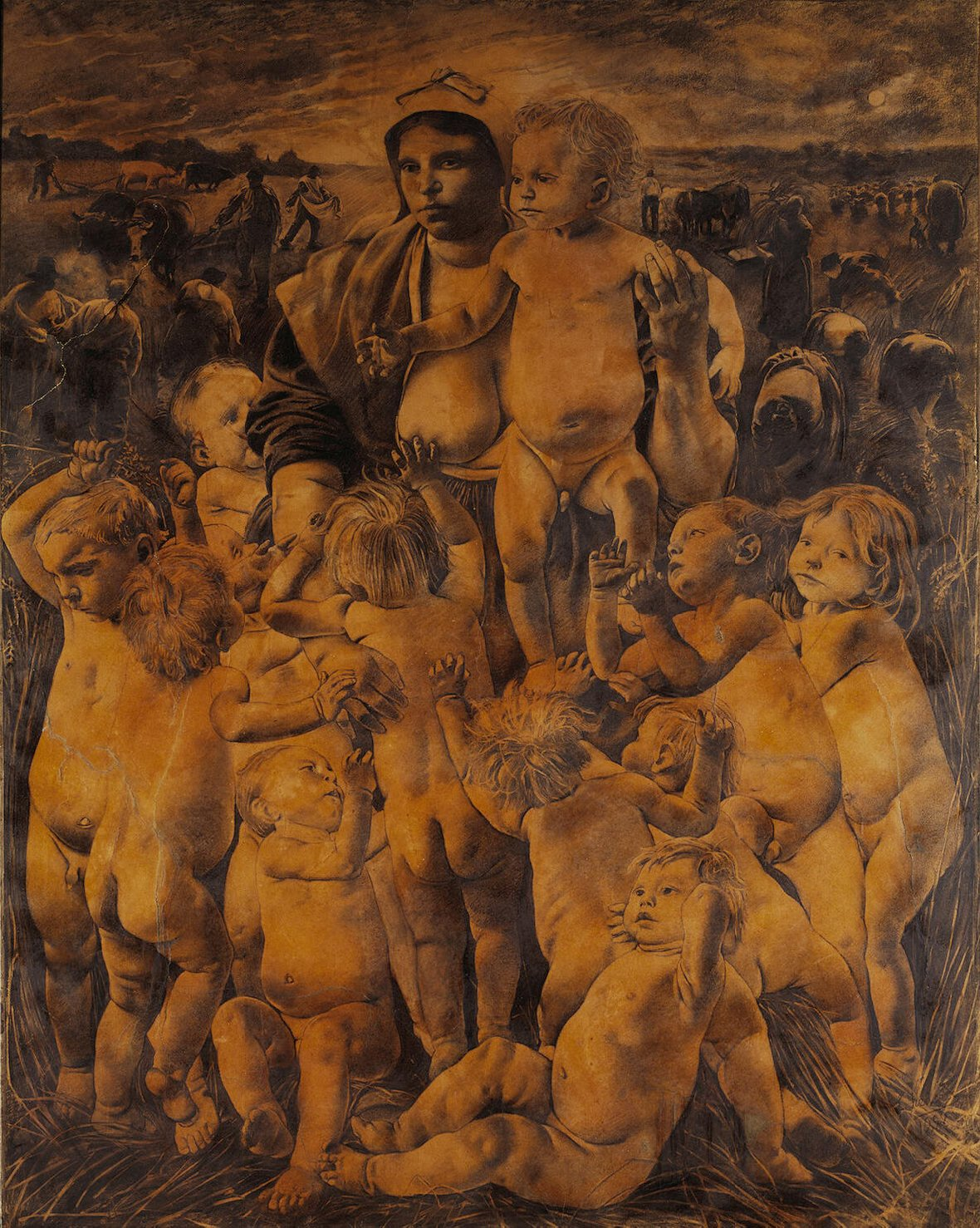
Allegorie van de vruchtbaarheid
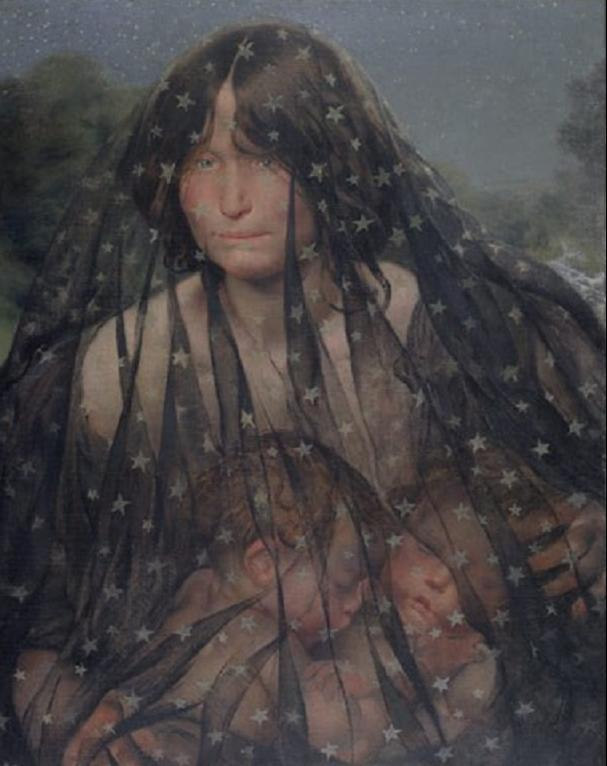
Allegorie van de nacht
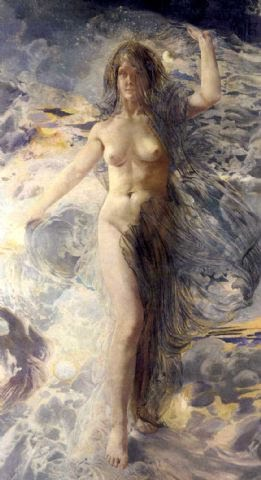
L'Aurore' ou 'L'Aube arrachant les Ténèbres
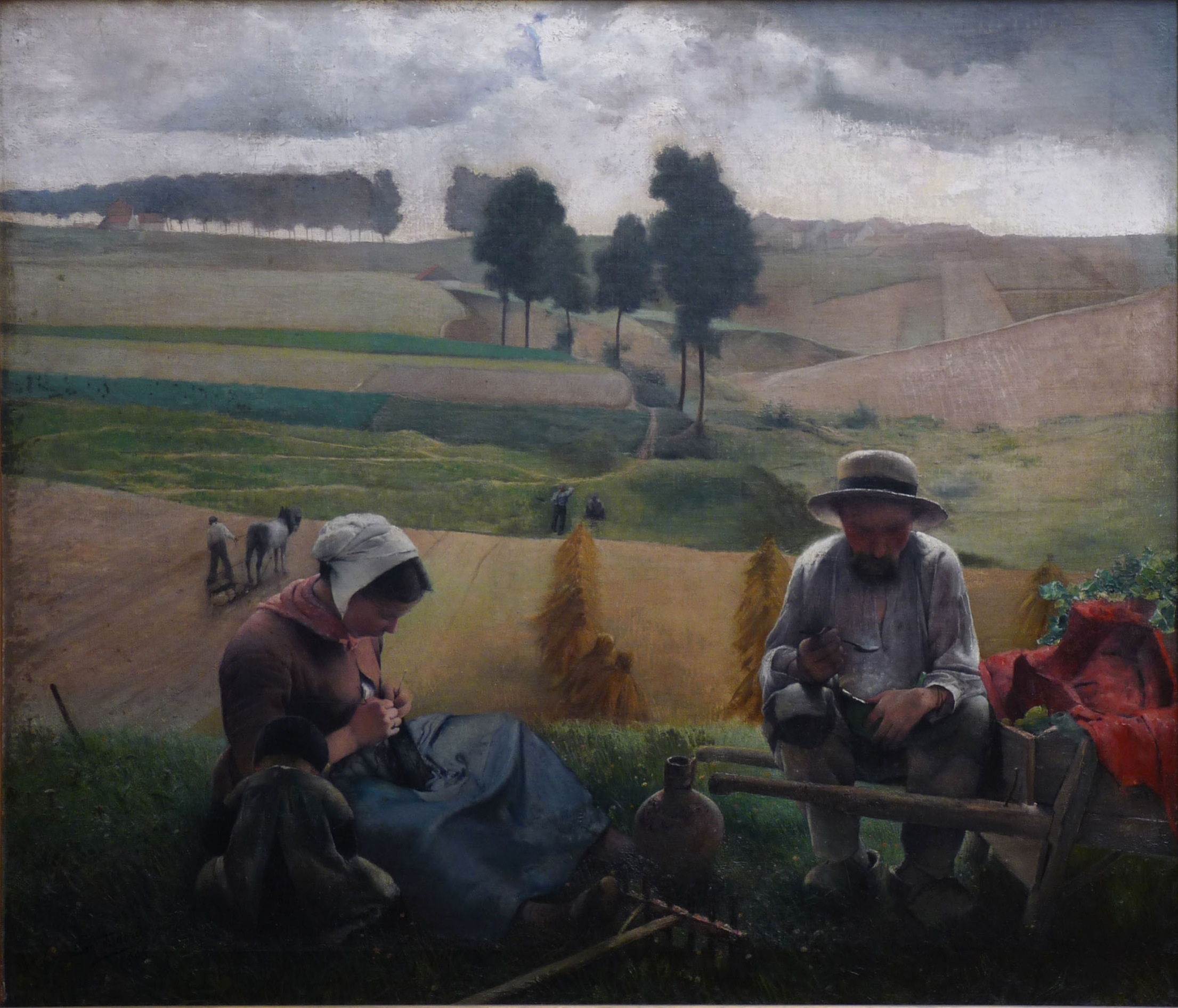
Le goûter du laboureur